# Deskulakización
La deskulakización (en ruso раскулачивание, transliterado como raskuláchivanie) fue la campaña soviética de represión política contra los campesinos "más ricos" o kuláks (aquellos que poseían más de 3 hectáreas de terreno) y sus familias, la cual, entre sus arrestos, deportaciones y ejecuciones, terminó afectando muy gravemente a millones de personas en el período 1929-1932.
Los campesinos "más ricos" ya habían sido marcados como “enemigos de clase” por el gobierno de Iósif Stalin. Más de 1,8 millones de ellos serían deportados entre 1930 y 1931.
El objetivo de la campaña era combatir la contrarrevolución y construir el socialismo no solo en las ciudades, sino también en las áreas rurales. Esta política estaba asimismo sincronizada con la colectivización, y efectivamente terminaría poniendo a la agricultura en general y a los campesinos en particular bajo el control del Estado Soviético.[cita requerida]

## Preparativos
La "liquidación de los kuláks como clase social" fue anunciada oficialmente por Iósif Stalin el 27 de diciembre de 1929. La decisión fue formalizada el 30 de enero de 1930 en la resolución del Buró Político del Comité Central del Partido Comunista “Sobre las medidas para la eliminación de las granjas de los kuláks en distritos de colectivización extensiva".
Todos los kuláks eran oficialmente divididos en tres categorías:
- Aquellos que debían ser encarcelados o ejecutados, según la decisión al respecto por parte de la muy dura policía política soviética de esa época, el OGPU.
- Los que serían enviados a Siberia, el norte de los Urales o Kazajistán, después de ser confiscadas sus propiedades.
- Los privilegiados que no serían fusilados ni enviados a Siberia, pero que serían desalojados de sus hogares y mandados a "colonias de trabajo", dentro de sus respectivos distritos.[1]

Un lugarteniente de Stalin, el jefe del OGPU, Yefim Yevdokímov (ru:) (1891-1940) organizaba y supervisaba las redadas y las ejecuciones masivas de los odiados campesinos kuláks.

## Deskulakización en 1917-1923
En noviembre de 1918, en una reunión de los delegados de los comités de campesinos pobres, Lenin anunció una nueva política para eliminar los kuláks: "Si los kuláks permanecen intocables, si no los derrotamos, los zares y los capitalistas volverán inevitablemnte. En julio de 1918, los comités fueron creados. Jugaron un papel importante en la lucha contra los kuláks y llevaron a cabo el proceso de redistribución de tierras, inventarios y excedentes de comida de los kuláks. Esto inició una gran cruzada contra los especuladores de granos y los kuláks. Antes de ser rechazados en diciembre de 1918, los "Comités de Campesinos Pobres" habían confiscado 50 millones de hectáreas de tierra kulak.